# ブラッド・シュガー・セックス・マジック
『ブラッド・シュガー・セックス・マジック - Blood Sugar Sex Magik』は、レッド・ホット・チリ・ペッパーズの5枚目のスタジオ・アルバム。

## 概要
新たにワーナー・ブラザースと契約、プロデューサーにリック・ルービン、ブックレットと「アンダー・ザ・ブリッジ」のビデオの制作にはガス・ヴァン・サントを迎える。チーフ・エンジニア、キーボード・プレイヤーにブレンダン・オブライエンが参加し、ミキシングはリック・ルービンとブレンダン・オブライエンによって行われている。
「アンダー・ザ・ブリッジ」、「ギヴ・イット・アウェイ」、「サック・マイ・キス」、「ブレーキング・ザ・ガール」、「イフ・ユー・ハフ・トゥ・アスク」がシングルカットされ、そのうち「ギブ・イット・アウェイ」がグラミー賞を獲得、「アンダー・ザ・ブリッジ」がシングルチャートで全米2位となるヒットを記録した。Allmusicのスティーヴ・ヒューイは、「チリ・ペッパーズにとって今までで最高の作品になるだろう（probably the best album the Chili Peppers will ever make）」という賛辞で当時のレビューを締めくくっている。
『Bassist magazine（U.K)が選んだGREATEST BASS ALBUMSトップ100』に於いて1位を獲得した。
『ローリング・ストーン誌が選ぶオールタイム・ベストアルバム500』に於いて、186位にランクイン。

## 制作・サウンドプロダクション
メンバー全員が洋館に泊り込んで製作された。この様子は収録曲「サック・マイ・キッス」のプロモーションや、映像作品「ファンキー・モンクス」で観ることができる。今作に収録された曲のほとんどはその洋館での作業で作曲され、すべての曲がそこで録音された。メンバーは、半年以下の作業の中で未収録曲・B面を含めて30曲近くを作曲・録音し、メジャーのロックバンドのレコーディングとしては稀に見るハイペースで制作された。制作前に掲げられたサウンドにおける目標は、「1970年代のローファイな黄金期ハードロックとファンクとの折衷作品」であった。
メンバー4人やリック・ルービンによって議論されながら制作は進み、曲のアイデアはキーディスの詞、フリーとフルシアンテのリフ、スミスのドラムパターンそれぞれを基調に、定期的にメンバー間のジャムを交えながら作曲された。ルービンはフリーのベースプレイに対し、休符を生かすような重みのあるファンキーなプレイを要求し、フルシアンテに対しては前作とは違った、自分の個性を前面に出したギタープレイを要求した（「ファンキー・モンクス」にもそれらの場面が見られる）。
キーディスの歌詞は、『ローリング・ストーン』のガース・ベイモンドのレビューでは「以前のまでの危うい性的倒錯やユーモア（性を謳歌する「サー・サイコ・セクシー」、同性愛を歌う「マイ・ラヴリー・マン」、生命賛歌「ネイキッド・イン・ザ・レイン」等）はそのままに、よりアナーキー性や論旨性の高いシリアスなもの（平等の力をくれと迫る「パワー・オブ・イコーリティ」、強欲を張る者に楯突く「ギブ・イット・アウェイ」等）となった」と評されている。
ちなみに、この時期に制作された未収録曲のいくつかは、その後『カリフォルニケイション』までのB面曲として使われている。
「Soul To Squeeze」は本アルバム制作時に作曲されたが、本アルバムには未収録となった。

## 収録曲
特記のない限り全てアンソニー・キーディス、フリー、ジョン・フルシアンテ、チャド・スミスによる作詞・作曲。
1. パワー・オブ・イコーリティ - The Power of Equality - 4:03
フルシアンテ復帰後のライブアンコールで演奏されることが多い曲。ヒューマニティーを題材にユーモアや皮肉を交えた歌詞は、黒人差別を批判してきたキーディスの詩作の中でも評価が高い。
2. イフ・ユー・ハフ・トゥ・アスク - If You Have to Ask - 3:37
シングルカット曲。フルシアンテのサイケデリックギターと冷めたライミングが特徴的。ちなみに、他のミュージシャンによるテクノやダブVerのリミックスがあり、シングルのカップリングになっている。
3. ブレーキング・ザ・ガール - Breaking the Girl - 4:55
シングルカット曲。ワルツのバラード。キーディスはこの曲を歌うのが苦手らしく、ライブではあまりいい思い出がない、と自伝「スカー・ティッシュ」で語っている。
4. ファンキー・モンクス - Funky Monks - 5:23
映像作品と同名の曲。冒頭のスラップ音はベースではなくギターのスラッピングで出している。
イントロのギターリフは、キーディスが考案したリズムを聞いて思いついたとフルシアンテがインタビューで話している。[3]
5. サック・マイ・キッス - Suck My Kiss - 3:37
シングルカット曲。ベース、ギター、バスドラムのユニゾンリフが特徴。
6. アイ・クド・ハヴ・ライド - I Could Have Lied - 4:04
アコースティックギターで歌われるバラード。アンソニーが短期間、交際を持ったシネイドに向けて書かれた曲である。
7. メロウシップ・スリンキー・イン・Bメジャー - Mellowship Slinky in B Major - 4:00
8. ライチャス & ウィッキド - The Righteous & The Wicked - 4:08
9. ギヴ・イット・アウェイ - Give It Away - 4:43
グラミー賞獲得のシングルカット曲。現在に至るまで多くのライブのアンコールソングとして演奏されてきた。ミュージック・ビデオは、フランス人写真家ステファンセドゥナウィを呼んで砂丘で作成され、その素晴らしい出来上がりにメンバーは狂喜したという。
曲の後半で、ブラック・サバスの「Sweet Leaf」のリフが使われている[4]。また、ライブではパブリック・エネミーの「You're Gonna Get Yours」がイントロとして演奏される事が多い。
10. ブラッド・シュガー・セックス・マジック - Blood Sugar Sex Magik - 4:31
タイトル曲。冒頭の高い音は、ギターのヘッドの部分の弦を弾いている。
11. アンダー・ザ・ブリッジ　- Under the Bridge - 4:24
シングル・カットもされ、全米2位を獲得したバラード。
アルペジオを基調にする美しいギター・プレイは、『ローリング・ストーン誌が選ぶオールタイム・グレイテスト・ギター・ソングス100』に於いて98位にランクイン[5]。
12. ネイキッド・イン・ザ・レイン - Naked in the Rain - 4:26
スミスの教則ビデオにおいて、フリーと共に演奏された曲。歌詞中に、ドリトル先生が登場。
13. アパッチ・ローズ・ピーコック - Apache Rose Peacock - 4:42
14. グリーティング・ソング - The Greeting Song - 3:14
「リック・ルービンに強いられて作った曲なのであまり気に入っていない」と、キーディスは自伝で語っている。
15. マイ・ラヴリー・マン - My Lovely Man - 4:39
ヒレル・スロヴァクのことを歌っている。
16. サー・サイコ・セクシー - Sir Psycho Sexy - 8:17
メロトロンが使われた長尺のファンキーナンバー。
17. ゼイアー・レッド・ホット - They're Red Hot (ロバート・ジョンソン) - 1:11
ロバート・ジョンソンのカバー。野外で録音し、スミスはこの曲のドラムを素手で叩いた。